# Westboro (condado de Taylor)
Westboro es un lugar designado por el censo ubicado en el condado de Taylor en el estado estadounidense de Wisconsin. En el Censo de 2010 tenía una población de 190 habitantes y una densidad poblacional de 39,74 personas por km².

## Geografía
Westboro se encuentra ubicado en las coordenadas 45°21′39″N 90°17′36″O / 45.36083, -90.29333. Según la Oficina del Censo de los Estados Unidos, Westboro tiene una superficie total de 4.78 km², de la cual 4.78 km² corresponden a tierra firme y (0%) 0 km² es agua.

## Demografía
Según el censo de 2010, había 190 personas residiendo en Westboro. La densidad de población era de 39,74 hab./km². De los 190 habitantes, Westboro estaba compuesto por el 99.47% blancos, el 0% eran afroamericanos, el 0% eran amerindios, el 0% eran asiáticos, el 0% eran isleños del Pacífico, el 0% eran de otras razas y el 0.53% pertenecían a dos o más razas. Del total de la población el 2.11% eran hispanos o latinos de cualquier raza.